# Resi Hammerer
Pour les articles homonymes, voir Hammerer.
Resi Hammerer, née le 18 février 1925 et décédée le 14 juin 2010, est une skieuse alpine autrichienne originaire de Kleinwalsertal.

## Palmarès

### Jeux olympiques d'hiver
| Épreuve / Édition    | Descente | Slalom géant                     | Slalom | Combiné |
| JO 1948 Saint-Moritz | Bronze   | Épreuve inexistante à cette date | 7e     | 12e     |

### Championnats du monde
| Épreuve / Édition    | Descente | Slalom géant                     | Slalom | Combiné                          |
| JO 1948 Saint-Moritz | Bronze   | Épreuve inexistante à cette date | 7e     | 12e                              |
| Mondiaux 1950 Aspen  | 10e      | 7e                               | 9e     | Épreuve inexistante à cette date |

## Arlberg-Kandahar
- Meilleur résultat : 2e place dans le slalom et le combiné 1949 à Sankt Anton